# Masaru Uchiyama
Masaru Uchiyama (jap. 内山 勝, Uchiyama Masaru; * 14. April 1957 in der Präfektur Shizuoka) ist ein ehemaliger japanischer Fußballspieler.

## Nationalmannschaft
1985 debütierte Uchiyama für die japanische Fußballnationalmannschaft.
| Personendaten    | Personendaten              |
| ---------------- | -------------------------- |
| NAME             | Uchiyama, Masaru           |
| ALTERNATIVNAMEN  | 内山 勝 (japanisch)        |
| KURZBESCHREIBUNG | japanischer Fußballspieler |
| GEBURTSDATUM     | 14. April 1957             |
| GEBURTSORT       | Präfektur Shizuoka, Japan  |